# 히다카미쓰이시역
히다카미쓰이시역(일본어: 日高三石駅)은 일본 홋카이도 니캇푸 군 신히다카정에 위치한 홋카이도 여객철도 히다카 본선의 철도역이다. 단선 승강장 1면 1선의 구조를 갖춘 지상역이다.

## 이용 현황
- 1981년도 : 173명
- 1992년도 : 212명

## 역 주변
- 국도 제235호선
- 신히다카 정청 미쓰이시 청사
- 미쓰이시 강

## 역사
- 1933년 12월 15일 : 일본국유철도 히다카 선 시즈나이 역 - 히다카미쓰이시 역 연장 개통에 의해 개업. 일반역.
- 1935년 10월 24일 : 이 역 - 우라카와 역 연장 개업에 의해 중간역이 됨.
- 1977년 2월 1일 : 화물 취급 폐지.
- 시기 불명 : 업무 위탁화.
- 시기 불명 : 교환 설비 폐지.
- 1984년
  - 2월 1일 : 소화물 취급 폐지.
  - 4월 1일 : 무인화.
- 1987년
  - 4월 1일 : 일본국유철도 분할 민영화에 의해, 홋카이도 여객철도가 승계.
  - 월일 불명 : 화차 역사로 개축.
- 시기 불명 : 간이 위탁 폐지, 완전 무인화.
- 1993년 : 역사 개축, '후레아이 새틀라이트 미쓰이시'로 불림.
- 2021년 4월 1일 : 폐역.

## 인접 역
| 홋카이도 여객철도 히다카 본선 | 홋카이도 여객철도 히다카 본선 | 홋카이도 여객철도 히다카 본선 |
| ----------------------------- | ----------------------------- | ----------------------------- |
| 히다카토베쓰 도마코마이 방면  | ■ 히다카 본선                 | 호에이 사마니 방면            |